# What's Love Got to Do with It (1993)
What's Love Got to Do with It is een Amerikaanse biografische dramafilm uit 1993 onder regie van Brian Gibson. Het verhaal gaat over het leven van zangeres Tina Turner en is gebaseerd op het door Kurt Loder en Turner zelf geschreven boek I, Tina, dat door Kate Lanier werd bewerkt tot draaiboek. De titel What's Love Got to Do with It verwijst naar Turners gelijknamige nummer, waarvoor ze in 1984 een Grammy Award won. Het is tevens de titel van een soundtrack album, dat in 1993 uitkwam ter promotie van de film.
Hoofdrolspelers Angela Bassett en Laurence Fishburne werden voor What's Love Got to Do with It allebei genomineerd voor een Oscar en het voor de film geschreven nummer I Don't Wanna Fight voor een Grammy Award. Bassett won voor haar rol daadwerkelijk een Golden Globe.

## Rolverdeling
| Acteur                  | Personage                                     |
| ----------------------- | --------------------------------------------- |
| Angela Bassett          | Anna Mae Bullock / Tina Turner                |
| Rae'Ven Larrymore Kelly | Anna Mae Bullock / Tina Turner (jonge versie) |
| Laurence Fishburne      | Ike Turner                                    |
| Elijah Saleem           | Ike Turner (jonge versie)                     |
| Khandi Alexander        | Darlene                                       |
| Jenifer Lewis           | Zelma Bullock                                 |
| Phyllis Yvonne Stickney | Alline Bullock                                |
| Sherman Augustus        | Reggie                                        |
| Chi McBride             | Fross                                         |
| Terrence Riggins        | Spider                                        |
| Vanessa Bell Calloway   | Jackie                                        |
| Penny Johnson           | Lorraine Taylor                               |
| Rob LaBelle             | Phil Spector                                  |